# Championnat d'Allemagne de rugby à XV 2001-2002
Navigation
1. Bundesliga 2000-2001 1. Bundesliga 2002-2003
Le championnat d'Allemagne de rugby à XV 2001-2002 ou 1. Bundesliga 2001-2002 est une compétition de rugby à XV qui oppose les 8 meilleurs clubs allemands. La compétition commence à l'automne jusqu'à l'hiver 2001 et reprend au printemps 2002. Aucune finale n'est disputée cette année-là.

## Équipes participantes
Les huit équipes qualifiées pour le Meisterschaftrunde sont les suivantes :
1. Bundesliga Nord/Est
- TSV Victoria Linden
- DRC Hannover
- DSV 78 Hanovre
- Berlin RC

1. Bundesliga Sud/Ouest
- SC Neuenheim
- RG Heidelberg
- BSC 1899 Offenbach
- TSV Handschuhsheim

## Meisterschaftrunde
| Rang | Club                | J  | V | N | D | Bo | Bd | Pm  | Pe  | Diff | Pts |
| ---- | ------------------- | -- | - | - | - | -- | -- | --- | --- | ---- | --- |
| 1    | DRC Hannover (T)    | 14 | 9 | 0 | 5 | 2  | 0  | 421 | 169 | +252 | 38  |
| 2    | RG Heidelberg       | 14 | 9 | 0 | 5 | 0  | 0  | 225 | 189 | +36  | 36  |
| 3    | SC Neuenheim        | 14 | 8 | 0 | 6 | 0  | 0  | 294 | 191 | +103 | 32  |
| 4    | TSV Handschuhsheim  | 14 | 7 | 0 | 7 | 3  | 0  | 337 | 253 | +84  | 31  |
| 5    | TSV Victoria Linden | 14 | 5 | 0 | 9 | 3  | 0  | 197 | 304 | -107 | 23  |
| 6    | DSV 78 Hanovre      | 14 | 5 | 0 | 9 | 2  | 0  | 208 | 453 | -245 | 22  |
| 7    | Berlin RC           | 14 | 5 | 0 | 9 | 2  | 0  | 216 | 403 | -187 | 22  |
| 8    | BSC 1899 Offenbach  | 14 | 5 | 0 | 9 | 0  | 0  | 181 | 302 | -121 | 20  |

|  | Vainqueur (no 1).   |
|  | Relégué (no 8).     |
|  | T : tenant du titre |

Attribution des points : victoire sur tapis vert : 5, victoire : 4, match nul : 2, défaite : 0, forfait : -2 ; plus les bonus (offensif : 4 essais marqués ; défensif : défaite par 7 points d'écart ou moins).